# Eminia lepida
Eminia lepida е вид птица от семейство Cisticolidae, единствен представител на род Eminia.

## Разпространение
Видът е разпространен в Бурунди, Демократична република Конго, Кения, Руанда, Судан, Танзания, Уганда и Южен Судан.